# Harina

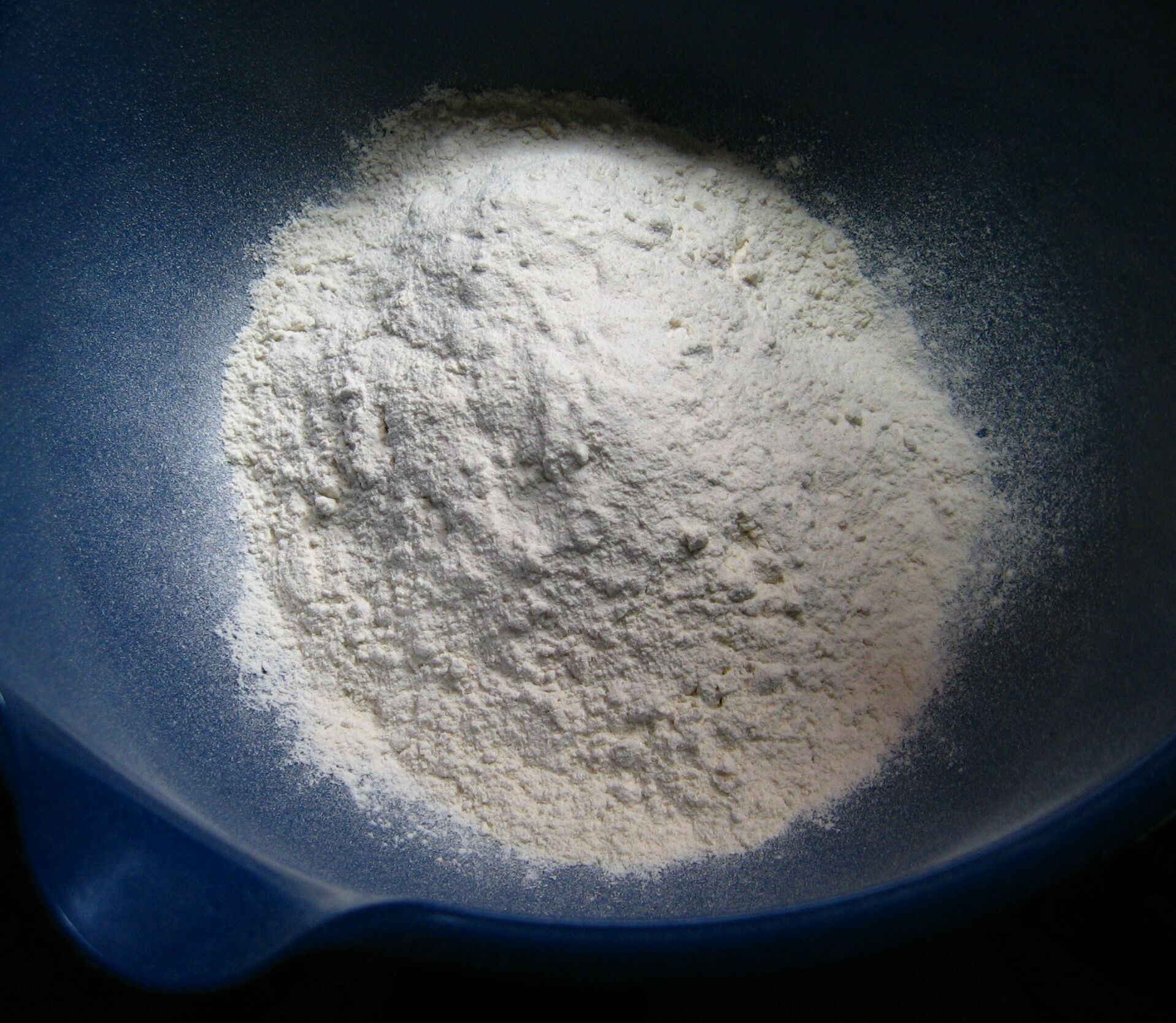
Harina de trigo.

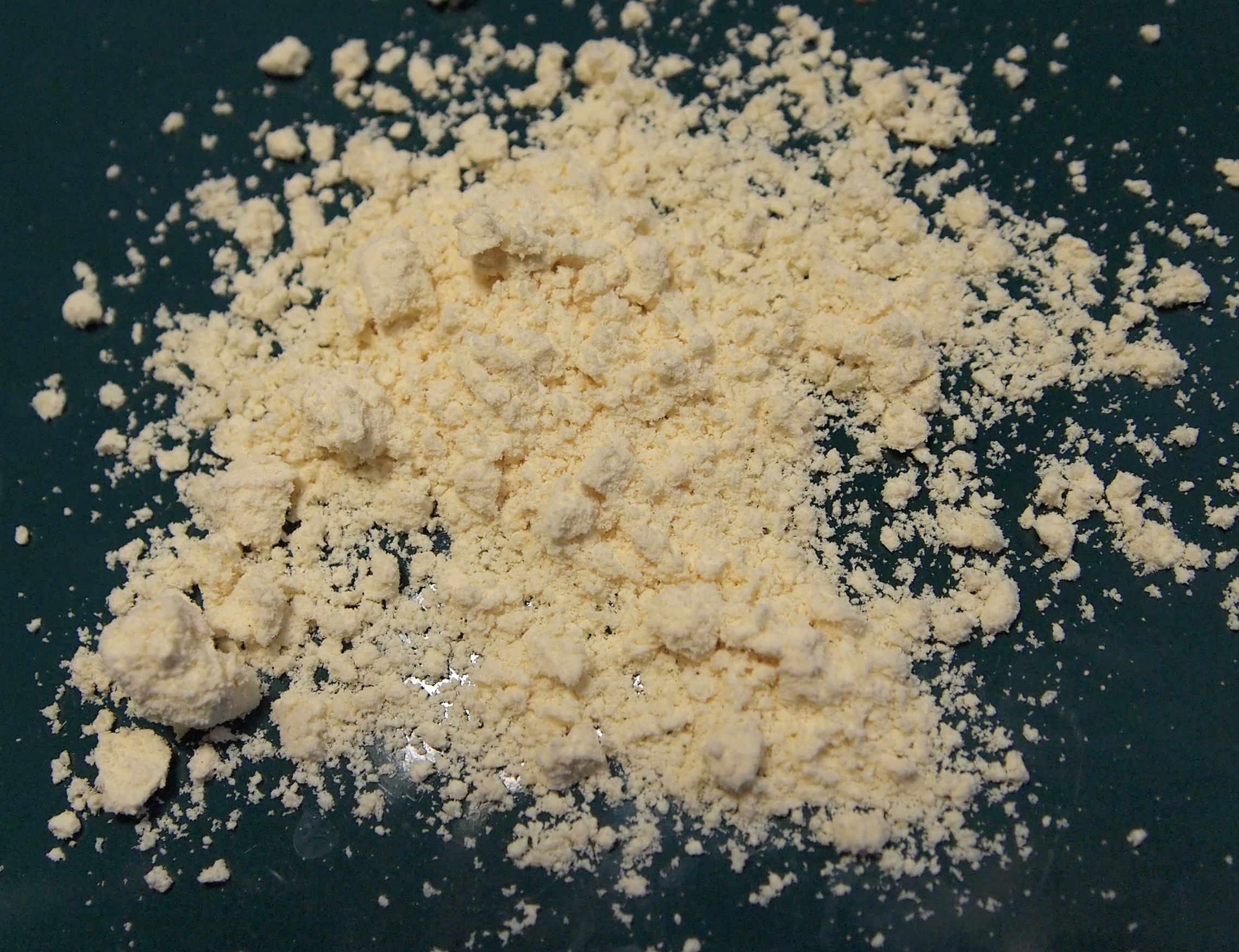
Harina de soja.

La harina (término proveniente del desusado farina, y este del latín farīna, que a su vez proviene de far y de farris, nombre antiguo del farro) es el polvo fino que se obtiene del cereal molido y de otros alimentos ricos en almidón.
Se puede obtener harina de distintos cereales. Aunque la más habitual es la harina de trigo (cereal proveniente de Asia, elemento habitual en la elaboración del pan de trigo), también se hace harina de centeno, de cebada, de avena, de maíz (cereal proveniente del continente americano) o de arroz (cereal proveniente de Asia). Existen harinas de leguminosas (garbanzos, judías) e incluso en Australia se elaboran harinas a partir de semillas de varias especies de acacias (harina de acacia).
El denominador común de las diversas harinas vegetales es el almidón, que es un carbohidrato complejo.
En Europa suele aplicarse el término harina para referirse a la de trigo, y se refiere indistintamente tanto a la refinada (blanca) como a la integral, por la importancia que esta tiene como base del pan de trigo, que a su vez es un pilar de la alimentación en la cultura europea. El uso de la harina de trigo en el pan es en parte gracias al gluten. El gluten es una proteína compleja que le otorga al pan su elasticidad y consistencia.

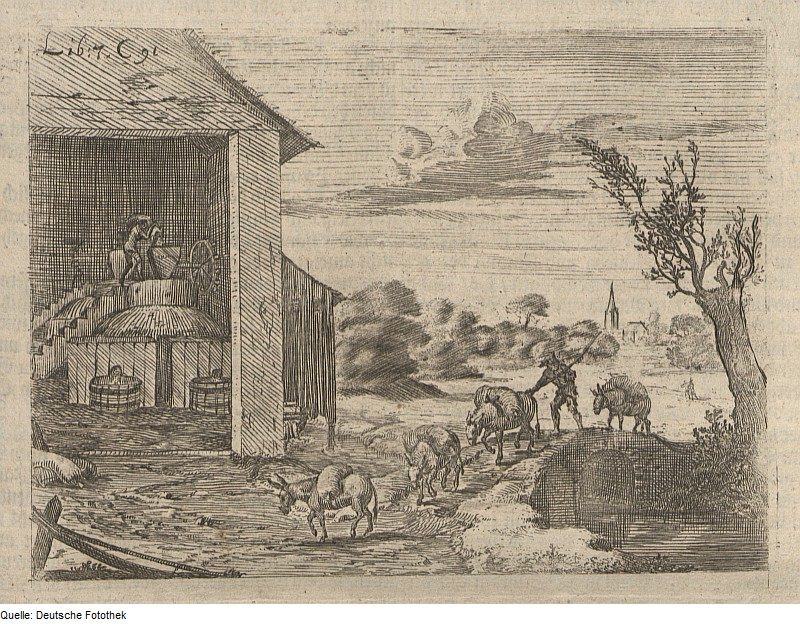
Ilustración de un antiguo molino de harina. Fotografía de la Deutsche Fotothek

## Composición

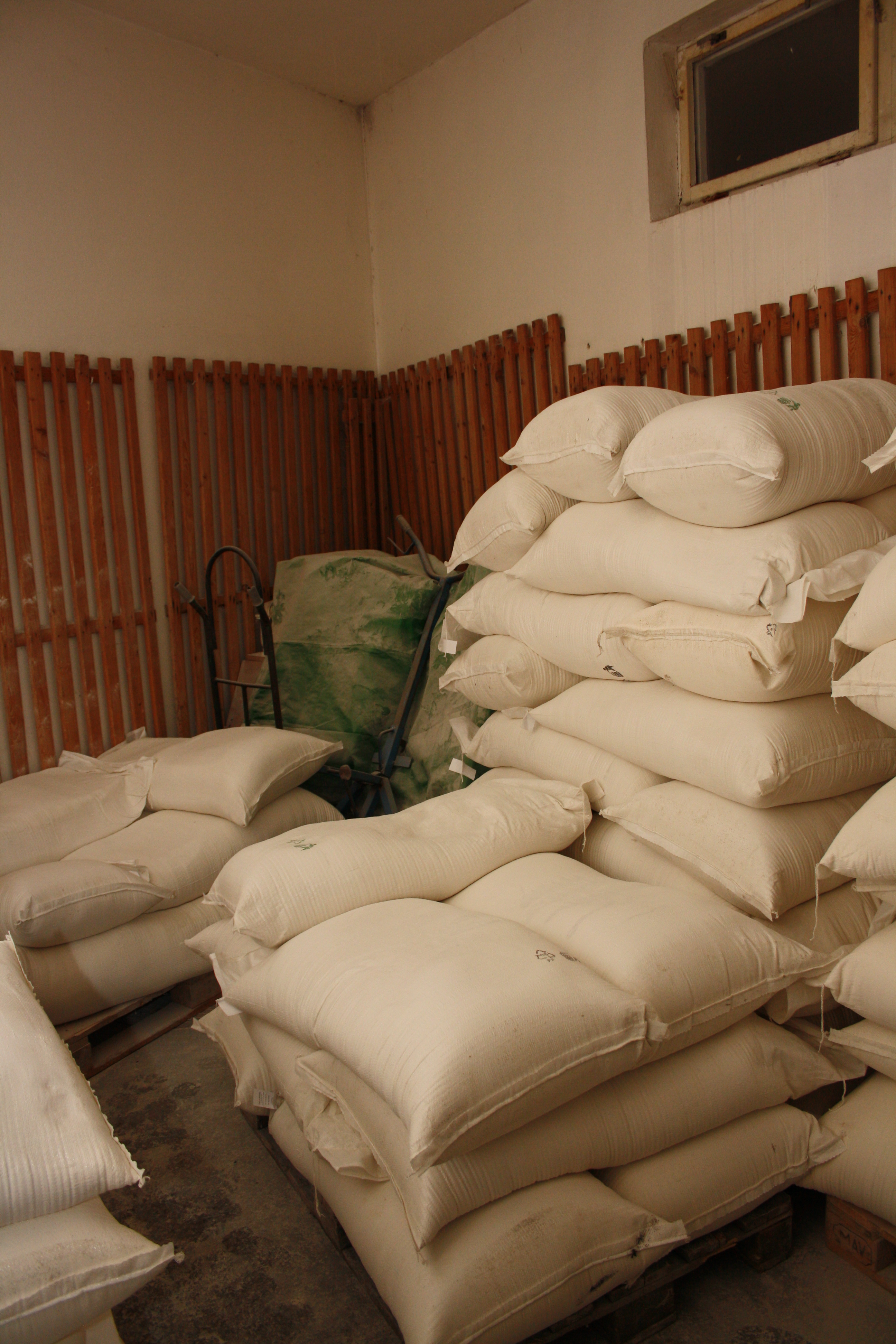
Harina almacenada en grandes sacos de tela.

La harina contiene una elevada proporción de almidones, que son un subconjunto de hidratos de carbono complejos también conocidos como polisacáridos. Los tipos de harina que se utilizan en la cocina son la harina para todo uso (conocida como harina común fuera de Norteamérica), la harina autolevante y la harina para pasteles o de repostería, incluida la harina blanqueada. Cuanto mayor sea el contenido proteínico, más dura y fuerte será la harina y más crujientes o gomosos serán los panes. Cuanto menor sea el contenido proteínico, más blanda será la harina, por lo que será mejor para pasteles, galletas y cortezas de tartas. La harina de cereales está compuesta por el endospermo, el germen y el salvado juntos (harina integral) o sólo por el endospermo (harina refinada).

## Clasificación

### De origen vegetal
- Harina de trigo: es un polvo obtenido mediante la molienda del trigo. Es una de las harinas más comúnmente empleada para el consumo humano.

- Harina de maíz: originario del continente americano, el maíz se utiliza (ya sea como harina o, más comúnmente, nixtamalizado) para hacer tortillas, alimento que desde hace miles de años sigue siendo, junto con el frijol y el chile (una tríada sagrada), la base de la alimentación en las culturas de Mesoamérica (véase aztecas, entre otros).[4][5] Con esta harina también se preparan las típicas arepas de países caribeños y el pan de maíz en Galicia. En algunos países (como Venezuela) se conoce también como "harina PAN" (por metonimia).
- Harina de cebada: se utiliza para preparar pan de cebada y mezclada con la harina de trigo en el pan, además de otros usos.

- Harina de arroz: de gran importancia en la cocina del este y sudeste asiático, incluso se hace papel comestible con ella. Normalmente se consume refinada aunque también se vende la de tipo integral. Es muy conocida también en algunos países caribeños con el nombre de "crema de arroz".

- Harina de mandioca: se utiliza en Paraguay, Bolivia, zonas aledañas de Argentina y Brasil para hacer panecillos (chipá), sopa paraguaya, cuñapé y otros alimentos (entre los cuales se cuenta el casabe, típico del Caribe).

- Harina de castaña: se utiliza en zonas montañosas de Italia, como los Apeninos, y en Córcega para su variedad de polenta, así como en el Périgord para elaboración de postres.

- Harina de garbanzo: muy empleada en los rebozados y frituras de la cocina india, para elaborar falafel y fainá.

- Harina Leudante: es la harina común para repostería pero con un contenido de levaduras.

- Harina de fuerza: es harina con un alto contenido de proteínas (gluten). Para considerarse de fuerza la harina ha de tener al menos un porcentaje de 12 gramos de proteína en cada 100 gramos de harina.

- Harina de guisantes: se usa en la cocina India.

- Harina de almorta: se usa en las migas de harina y emplea la almorta, las gachas y para los rebozados a la andaluza en las frituras de pescado.

- Harina de soja (o soya), de alto contenido proteico.

- Harina de habas.

- Otras: patata, amaranto.

### De origen animal
Existen harinas de origen animal que se utilizan como aporte de proteínas para alimentación animal, algunos de ellos obtenidos a partir de subproductos de la industria cárnica.
- Harina de huesos
- Harina de sangre
- Harina de plumas o pelo y pezuñas
- Harina de pescado

## Tipos de harinas de trigo
| Nombre             | Tipo francés | Tipo español | Tipo latinoamericano | Proteínas | Uso                                                   |
| ------------------ | ------------ | ------------ | -------------------- | --------- | ----------------------------------------------------- |
| Harina floja       | T45          | W: 80-110    | 0000                 | ≤ 9%      | Masas sin fermentación y pasteles. Uso culinario      |
| Harina media       | T55          | W: 110-180   | 000                  | 10%-11%   | Masas con cortas fermentaciones, cruasanes y hojaldre |
| Harina fuerza      | T80          | W: 180-270   | 00                   | 11%-13%   | Pan con fermentaciones largas: pan rústico            |
| Harina gran fuerza | T110         | W: 270-330   | 0                    | 12%-14%   | Panes muy enriquecidos y bollería: Panettone          |
| Harina integral    | T150         | —            | —                    | 12%-15%   | Pan integral                                          |

### Números de tipos
En algunos mercados, las distintas variedades de harina disponibles se etiquetan en función de la masa de cenizas que queda tras incinerar una muestra en un horno de laboratorio (normalmente a 550 °C (1.022 °F) o 900 °C (1.650 °F), véanse las normas internacionales ISO 2171 e ICC 104/1)). Se trata de un indicador fácilmente verificable de la fracción de restos de grano entero en la harina, ya que el contenido mineral del endospermo amiláceo es mucho menor que el de las partes externas del grano. La harina elaborada con todas las partes del grano (tasa de extracción: 100%) deja unos 2 gramos (0,071 oz) de ceniza o más por cada 100 gramos (3,5 oz) de harina seca. La harina blanca normal con una tasa de extracción del 50-60% deja unos 0,4 gramos (0,014 oz).
- Los números alemanes de tipo de harina (Mehltypen) indican la cantidad de ceniza (medida en miligramos) obtenida a partir de 100 g de la masa seca de esta harina. Las harinas de trigo estándar (definidas en la norma DIN 10355) van desde el tipo 405 para la harina de trigo blanca normal para panificación, hasta los tipos de harina panificable fuerte 550, 812, y los tipos más oscuros 1050 y 1600 para panes integrales.
- Los números de los tipos de harina franceses (type de farine) son 10 veces más pequeños que los utilizados en Alemania, porque indican el contenido de cenizas (en miligramos) por 10 g de harina. El tipo 55 es la harina blanca de trigo duro estándar para panadería, incluida la harina para hojaldre (pâte feuilletée). El tipo 45 suele denominarse harina de repostería, y suele proceder de un trigo más blando (corresponde a lo que los textos franceses más antiguos denominan farine de gruau). Algunas recetas utilizan el tipo 45 para los cruasanes, por ejemplo,[7] aunque muchos panaderos franceses utilizan el tipo 55 o una combinación de los tipos 45 y 55.[cita requerida] Los tipos 65, 80 y 110 son harinas panificables fuertes de oscuridad creciente, y el tipo 150 es una harina integral.
- Los tipos de harina checos describen la rugosidad de la molienda en lugar de la cantidad de ceniza, aunque a veces se utiliza un sistema de numeración, no es una norma. Los checos determinan cuatro tipos básicos de molienda: harina de trigo extra blanda (výběrová hladká mouka, 00), harina de trigo blanda (hladká mouka, T650), harina de trigo fina (polohrubá mouka), harina de trigo gruesa (hrubá mouka) y harina de trigo farina (pšeničná krupice).
- La harina argentina utiliza también la rugosidad de molienda, siendo los tipos 0, 00, 000 y 0000, donde el número de ceros indica su refinamiento.
- Los números del tipo de harina polaca, al igual que en Alemania, indican la cantidad de cenizas en 100 g de la masa seca de la harina. Las harinas de trigo estándar (definidas por el PKN en PN-A-74022:2003) van del tipo 450 al 2000.[8]

En Estados Unidos y el Reino Unido no se definen tipos de harina estandarizados y numerados, y los fabricantes de harina rara vez indican la masa de cenizas en la etiqueta. Sin embargo, la etiqueta nutricional estándar exigida por ley específica el contenido proteínico de la harina, lo que también permite comparar los índices de extracción de los distintos tipos de harina disponibles.
En general, a medida que aumenta la tasa de extracción de la harina, también lo hacen tanto el contenido de proteínas como el de cenizas. Sin embargo, a medida que la tasa de extracción se aproxima al 100% (harina integral), el contenido en proteínas disminuye ligeramente, mientras que el contenido en cenizas sigue aumentando.
La siguiente tabla muestra algunos ejemplos típicos de la relación entre el contenido de proteínas y el de cenizas en la harina de trigo en distintas partes del mundo:
| Masa de cenizas residuales | Proteína | Tipo de harina de trigo                                                                         | Tipo de harina de trigo                 | Tipo de harina de trigo | Tipo de harina de trigo | Tipo de harina de trigo          | Tipo de harina de trigo  | Tipo de harina de trigo | Tipo de harina de trigo | Tipo de harina de trigo  | Tipo de harina de trigo   |
| Masa de cenizas residuales | Proteína | EE. UU.                                                                                         | GB                                      | Alemania                | Francia                 | Italia                           | Rep Checa/Eslovaquia     | Polonia                 | Argentina               | Japón                    | China                     |
| -------------------------- | -------- | ----------------------------------------------------------------------------------------------- | --------------------------------------- | ----------------------- | ----------------------- | -------------------------------- | ------------------------ | ----------------------- | ----------------------- | ------------------------ | ------------------------- |
| ~0.4%                      | ~9%      | Pastry flour (Harina de repostería)                                                             | Soft flour (Harina suave)               | 405                     | 45                      | 00                               | Hladká mouka výběrová 00 | tortowa                 | 0000                    | Hakurikiko 薄力粉        | DiJinMianFen低筋麵粉      |
| ~0.55%                     | ~11%     | All-purpose flour (Harina para todos usos)                                                      | Plain flour (Harina común)              | 550                     | 55                      | 0                                | Hladká mouka             | luksusowa               | 000                     | Churikiko 中力粉         | ZhongJinMianFen中筋麵粉   |
| ~0.8%                      | ~14%     | Bread flour or "high gluten flour" (Harina panificable o "harina con alto contenido de gluten") | Strong or hard (Fuerte o dura)          | 812                     | 80                      | 1                                | Polohrubá mouka          | chlebowa                | 00                      | Kyorikiko 強力粉         | GaoJinMianFen高筋麵粉     |
| ~1.1%                      | ~15%     | First clear flour (Primera harina clara)                                                        | Very strong or hard (Muy fuerte o dura) | 1050                    | 110                     | 2                                | Hrubá mouka              | sitkowa                 | 0                       | kyorikimatsufun 強力末粉 | TeGaoJinMianFen特高筋麵粉 |
| >1.5%                      | ~13%     | White whole wheat (harina de trigo integral blanca)                                             | Wholemeal (Harina integral)             | 1600                    | 150                     | Farina integrale di grano tenero | Celozrnná mouka          | graham, razowa          | 1⁄2 0                   | Zenryufun 全粒粉         | QuanMaiMianFen全麥麵粉    |

Esta tabla es sólo una guía aproximada para convertir recetas de pan. Dado que los tipos de harina no están estandarizados en muchos países, las cifras pueden variar según los fabricantes. No hay ningún tipo francés que corresponda al residuo de ceniza más bajo de la tabla. El más parecido es el tipo francés 45.
No existe un nombre chino oficial que corresponda al residuo de ceniza más alto de la tabla. Normalmente, estos productos se importan de Japón y se utiliza la denominación japonesa Zenryufun (全粒粉), o se llama QuanMaiMianFen (全麥麵粉).
Algunos fabricantes estadounidenses permiten determinar el contenido en cenizas. Sin embargo, las mediciones estadounidenses se basan en trigo con un contenido de humedad del 14%. Así, una harina estadounidense con un 0,48% de cenizas se aproximaría a una francesa de tipo 55.
Otras propiedades mensurables de la harina utilizada en panadería pueden determinarse utilizando diversos instrumentos especializados, como el farinógrafo.

## Elaboración

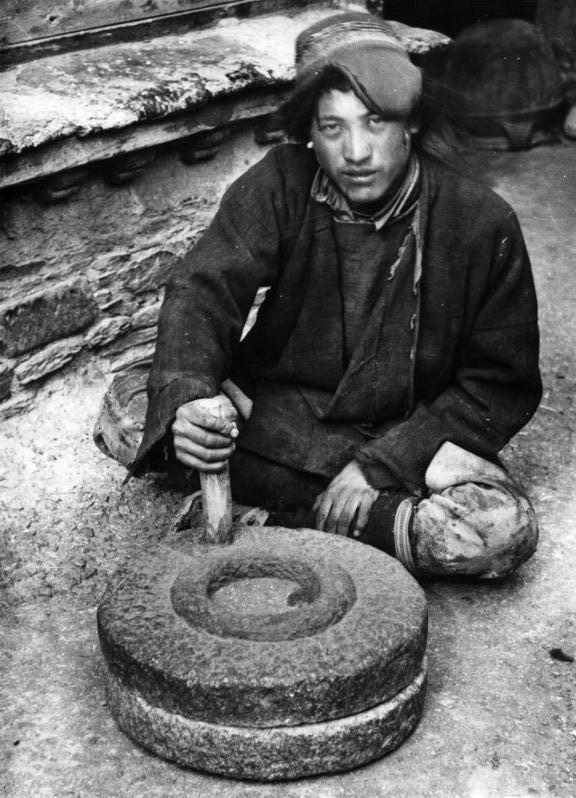
Molino manual en el Tíbet

### Molienda tradicional
La harina se obtiene por la molienda de los granos entre piedras de molino o ruedas de acero que pueden ser movidas por fuerza animal o por el simple aprovechamiento de las fuerzas naturales: ríos, viento, etc. En la actualidad se muele con maquinaria eléctrica, aunque se venden pequeños molinos manuales y eléctricos.
En el proceso de la molienda se separa el salvado y, por lo tanto, la harina de trigo se hace más fácilmente digerible pero más pobre en fibra. Además, se separa la aleurona y el embrión, por lo que se pierden proteínas y lípidos, principales causantes del enranciamiento de la harina.

### Molinos modernos industriales

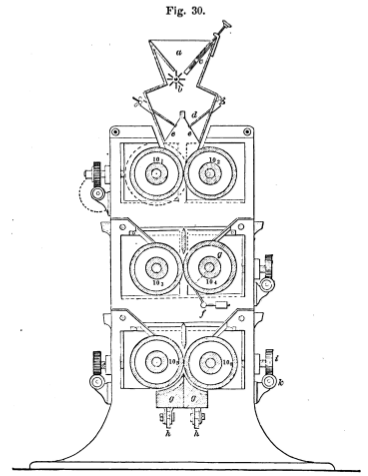
Molinos de rodillo para la obtención de harina de trigo.En Hungría hacia 1870. Vienna International Exposition, 1873.

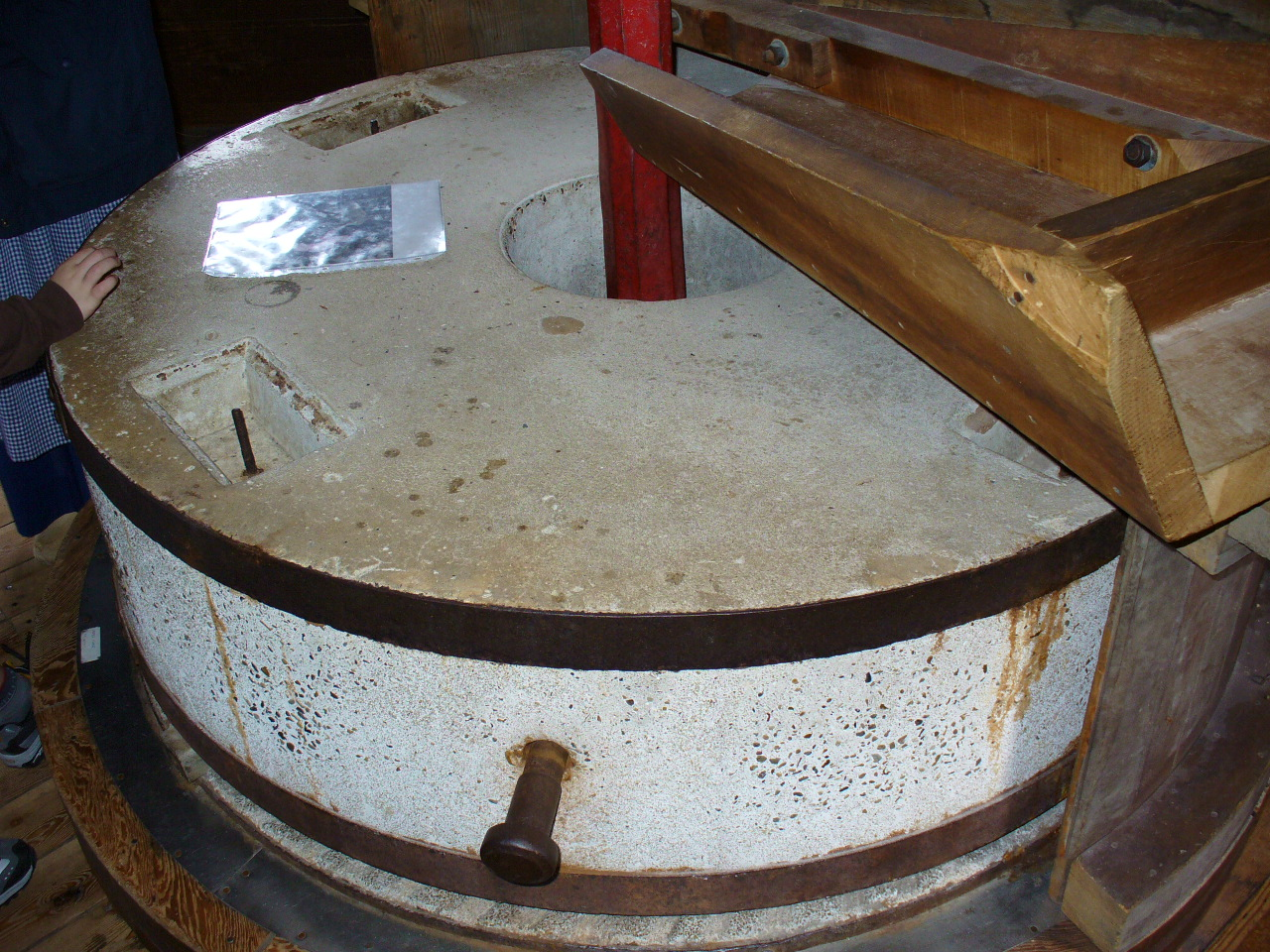
Molino con muela de piedra y tolva de madera, en Holland, Míchigan, EE. UU.

Los molinos de rodillos pronto sustituyeron a los molinos de piedra, ya que la producción de harina ha impulsado históricamente el desarrollo tecnológico, y los intentos de hacer que los molinos fueran más productivos y requirieran menos mano de obra dieron lugar al molino de agua[7] y al molino de viento. Más recientemente, a mediados del siglo XX, se desarrolló el molino Unifine, un molino de impacto.
El equipamiento agrícola moderno permite a los ganaderos realizar una parte o la totalidad de su propia molienda cuando llega el momento de convertir sus propias cosechas de grano en harina gruesa para alimentar al ganado. Esta capacidad es importante desde el punto de vista económico, ya que los márgenes de beneficio de la ganadería comercial suelen ser lo bastante estrechos como para que ahorrar gastos sea vital para mantenerse en el negocio.

### Inflamabilidad
La harina es inflamable y cuando está en forma de polvo suspendido en el aire puede llegar a ser explosiva. En los molinos medievales de harina estaban prohibidas candelas, lámparas, y otras fuentes de fuego. Explosiones devastadoras y fatales han ocurrido en los molinos de harina, como la explosión de 1878 en el Washburn "A" Mill de Mineápolis, el mayor molino de harina de EE. UU. en esa época, o más recientemente, la producida en la fábrica de harinas de Nogales de Pisuerga (Palencia).

## Productos y usos
El pan, la pasta, las galletas saladas, muchos pasteles y muchos otros alimentos se elaboran con harina. La harina de trigo también se utiliza para hacer un roux como base para espesar salsas. 
La harina también se puede utilizar como ingrediente en pegamento de papel maché.